# Sotto il Monte Giovanni XXIII
Sotto il Monte Giovanni XXIII (AFI: [ˈsotːo ilˈmonte ʤoˈvanːi ventitɾeˈɛːzimo], Sóta ’l Munt AFI: [ˈsota lˈmunt] in dialetto bergamasco, Sotto il Monte fino al 1963) è un comune italiano di 4 437 abitanti della provincia di Bergamo in Lombardia.
Situato all'estremità settentrionale dell'Isola bergamasca, è delimitato dalle propaggini del Monte Canto.

## Geografia fisica

### Clima
| Sotto il Monte Giovanni XXIII | Mesi | Mesi | Mesi | Mesi | Mesi | Mesi | Mesi | Mesi | Mesi | Mesi | Mesi | Mesi | Stagioni | Stagioni | Stagioni | Stagioni | Anno  |
| Sotto il Monte Giovanni XXIII | Gen  | Feb  | Mar  | Apr  | Mag  | Giu  | Lug  | Ago  | Set  | Ott  | Nov  | Dic  | Inv      | Pri      | Est      | Aut      | Anno  |
| ----------------------------- | ---- | ---- | ---- | ---- | ---- | ---- | ---- | ---- | ---- | ---- | ---- | ---- | -------- | -------- | -------- | -------- | ----- |
| T. max. media (°C)            | 5,2  | 7,9  | 13,1 | 17,5 | 21,3 | 25,2 | 27,9 | 26,7 | 23,3 | 17,0 | 10,6 | 6,2  | 6,4      | 17,3     | 26,6     | 17,0     | 16,8  |
| T. min. media (°C)            | −1,7 | 0,0  | 3,2  | 7,0  | 11,0 | 14,5 | 16,9 | 16,2 | 13,6 | 8,7  | 3,5  | −0,2 | −0,6     | 7,1      | 15,9     | 8,6      | 7,7   |
| Precipitazioni (mm)           | 59   | 56   | 66   | 92   | 104  | 103  | 85   | 101  | 99   | 110  | 104  | 69   | 184      | 262      | 289      | 313      | 1 048 |

## Storia

### Dalle origini medioevali all'Età Moderna

Abbazia rettoria di Sant'Egidio in Fontanella

I primi insediamenti sul territorio comunale ebbero origine in località Bercio, e dovrebbero risalire al IX secolo quando l'intera provincia di Bergamo era assoggettata al dominio dei Franchi, i quali crearono l'istituzione del Sacro Romano Impero e con essa il feudalesimo.
Questi territori, posti in una posizione soleggiata sui declivi del monte Canto, vennero infeudati al vescovo di Bergamo, il quale a sua volta li diede in gestione ai monaci benedettini che vi si stanziarono in località Fontanella.
Fondata da Alberto da Prezzate, l'abbazia rettoria di Sant'Egidio in Fontanella caratterizzò profondamente la vita del borgo, a partire dagli edifici come la torre di San Giovanni, posta sulla sommità del monte. Conseguentemente il borgo che si sviluppò ai piedi di esso venne quindi identificato come Sotto il monte dei frati, poi ridotto in Sotto il Monte.
Durante il periodo medievale non si verificarono episodi di particolare rilievo, nemmeno i famigerati scontri tra le fazioni guelfe e ghibelline che imperversavano nel resto della provincia e nei comuni limitrofi. A tal riguardo si pensi che la torre di San Giovanni non venne mai utilizzata per fini difensivi o bellici, tanto da essere trasformata in torre campanaria già nel XIV secolo.

### L'Età contemporanea
L'elemento che caratterizzò quei secoli fu la povertà degli abitanti, dediti a vivere con quello che il lavoro nei campi era in grado di fornire, riuscendo a malapena a soddisfare i requisiti minimi di sussistenza. A tal riguardo è chiara una testimonianza di quel tempo:
È chiaro che le dominazioni che si susseguirono poco interessarono gli abitanti del borgo, che mantennero la struttura del nucleo abitativa quasi immutata fino al XX secolo.
Fu proprio dopo la metà di quel secolo che per il paese di Sotto il Monte le cose cambiarono radicalmente: in primo luogo cominciò a svilupparsi un fenomeno di industrializzazione che cambiò il modo di vivere degli abitanti, che poco a poco abbandonarono l'agricoltura, ma soprattutto vi fu un sacerdote cattolico originario del borgo, Angelo Giuseppe Roncalli, nato in contrada Brusicco il 25 novembre 1881, che assurse agli onori delle cronache di tutto il mondo quando, dopo aver scalato i gradini della gerarchia ecclesiastica con il passare degli anni, il 28 ottobre 1958 venne eletto papa con il nome di Giovanni XXIII.
Da quel momento Sotto il Monte si legò indissolubilmente al nome del suo illustre cittadino, il quale, dal canto suo, ricordò sempre con orgoglio le sue umili origini:
(Papa Giovanni XXIII)
Dopo la morte del pontefice, avvenuta il 3 giugno 1963, il paese, in suo onore, assunse l'attuale denominazione ufficiale di Sotto il Monte Giovanni XXIII.
Il 26 aprile 1981, Papa Giovanni Paolo II si recò in visita al comune ed alla casa natale di Papa Roncalli per ricordare ed omaggiarlo.

### Simboli
Il comune ha come simboli lo stemma e il gonfalone approvati con delibera del consiglio comunale del 17 settembre 1960 e concessi con decreto del presidente della Repubblica il 20 gennaio 1961:
Stemma
(D.P.R. 20 gennaio 1961)
Il comune chiese ed ottenne di poter adottare un emblema che ricordasse quello di Giovanni XXIII. Rispetto allo stemma pontificio, quello di Sotto il Monte è privo del capo di San Marco e uno dei gigli è sostituito da un monte all'italiana di tre cime.
Gonfalone
(D.P.R. 20 gennaio 1961)

## Monumenti e luoghi d'interesse

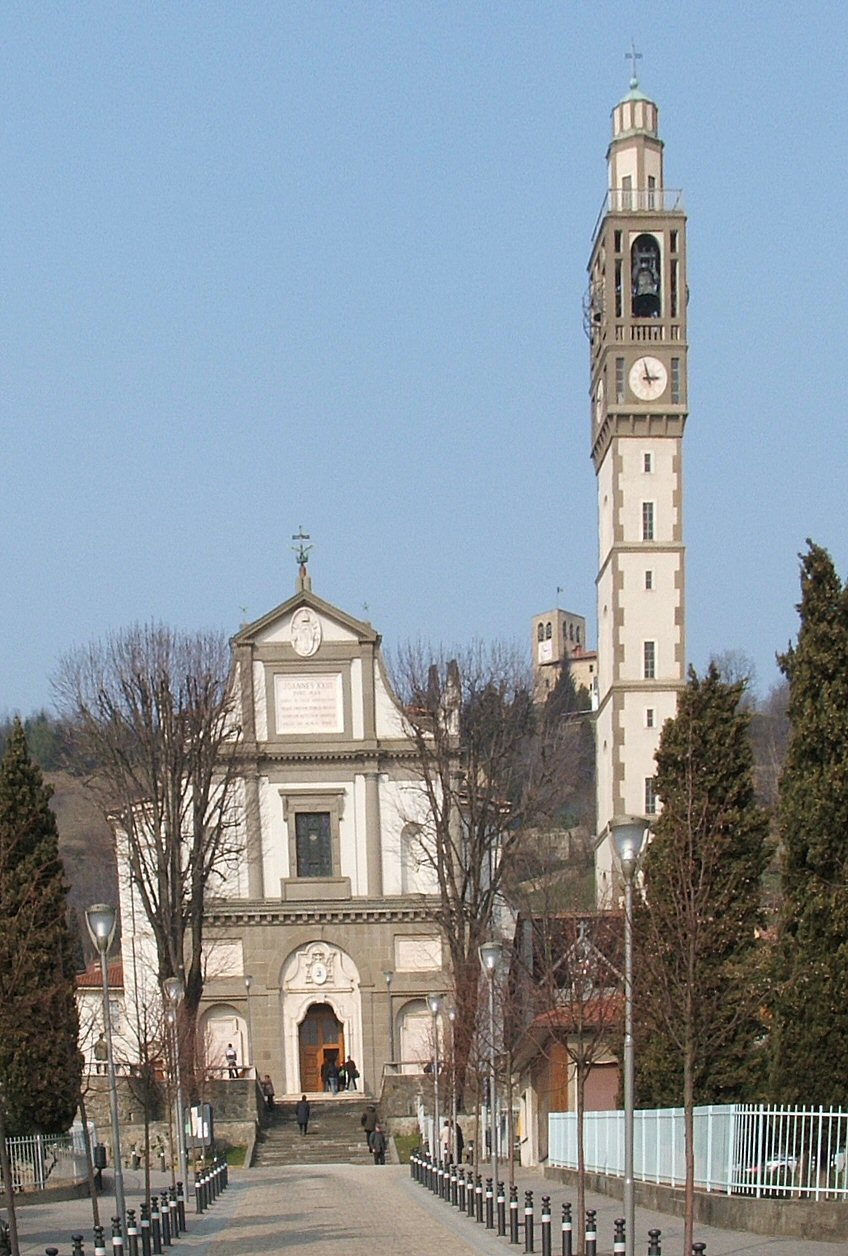
La Parrocchiale di San Giovanni Battista

Gran parte dei luoghi d'interesse riguardano i luoghi in cui nacque e visse Papa Giovanni XXIII, al quale la città è stata intitolata, meta di pellegrinaggi e di devozione popolare.

### Architetture religiose

#### Chiesa di Santa Maria
La chiesa di Santa Maria, in cui il piccolo Angelo Roncalli ricevette il battesimo e qualche anno più tardi vi celebrò la sua prima messa. Risalente al XV secolo, conserva dipinti e affreschi di buon pregio.

#### Chiesa di San Giovanni Battista
La chiesa di San Giovanni Battista, risalente all'inizio del XX secolo. All'interno si possono ammirare numerosi affreschi settecenteschi originariamente collocati nella vecchia parrocchiale e altri di Bartolomeo Nazari e Francesco Capella, nonché un'imponente statua processionale della Madonna.

#### Cappella di Maria Regina della pace
La cappella di Maria Regina della pace, consacrata nel 1976. Questa presenta un altare proveniente dall'Antica basilica di San Pietro in Vaticano, e un intarsio policromo raffigurante Papa Giovanni XXIII, incantevole opera dell'artista tranese Andrea Gusmai.

#### Abbazia rettoria di Sant'Egidio in Fontanella
L'abbazia di Sant'Egidio, edificata in località Fontanella nel corso del X secolo in stile romanico, è uno degli edifici medievali meglio conservati di tutta la provincia. All'interno si possono trovare affreschi e dipinti di ottima fattura risalenti tra il XII e il XV secolo.

### Chiesa del Sacro Cuore
La chiesa del Sacro Cuore di Gesù, parrocchiale della frazione Botta edificata nel 1927 su progetto di Luigi Angelini.

### Architetture civili

#### Ca' Maitino
Ca' Maitino, raro esempio di villa signorile nel paese. Risalente al XV secolo e appartenuta all'antica famiglia dei Roncalli, venne posseduta dagli Scotti. Nel 1925 Mons. Angelo Giuseppe Roncalli prese in affitto alcune camere da adibire a casa di vacanza. Dopo l'elezione a pontefice i marchesi Scotti donarono a Giovanni XXIII le stanze da lui occupate. Ora è un museo dedicato al pontefice visitato tuttora da molti pellegrini.

#### Cascina Colombera
La cascina Colombera, dove visse il pontefice a partire dall'età di 12 anni, è ora gestita da un gruppo missionario del P.I.M.E., Pontificio Istituto Missioni Estere..

#### Cascina Palazzo
La cascina Palazzo, è il luogo di nascita di Angelo Roncalli e in cui visse fino ai 12 anni.

### Altre architetture

#### Torre campanaria di San Giovanni
È inoltre presente la torre di San Giovanni, posta sul colle che domina il paese e risalente al IX secolo. Originariamente costruita come baluardo d'avvistamento sulla pianura, venne utilizzato anche come torre campanaria.

## Società

### Evoluzione demografica
Abitanti censiti

## Geografia antropica

### Contrade
Di seguito l'elenco completo delle contrade:
Baita, Baradello, Bedesco, Bercio, Boarolo, Botta, Brusicco, Ca' Caprino, Ca' Maitino, Caneve, Casoracchio, Catolari, Centralino, Corna, Fontanella, Gerole, Grumello, Monasterolo, Portici, Pratolongo, Villaggio Larco, Zandona.

## Amministrazione
| Periodo        | Periodo   | Primo cittadino | Partito      | Carica  | Note |
| -------------- | --------- | --------------- | ------------ | ------- | ---- |
| 26 maggio 2019 | in carica | Denni Chiappa   | lista civica | Sindaco |      |

### Gemellaggi
Bergen op Zoom, dal 18 settembre 1959
 Marktl, dal 2009
 Concesio, dal 2021